# Stan Moody
Stan Moody (Halifax, 14 september 2006) is een snookerspeler uit Engeland, die in het seizoen van 2023/24 zijn debuut maakte op het professionele niveau. In februari 2023 won Moody het WSF World Junior Championship. Hiermee verdiende hij zijn twee jaar geldende ticket voor het professionele niveau. 
In de kwalificatie rondes van het wereldkampioenschap snooker van 2023 kwam Moody tot de tweede ronde. In de eerste ronde versloeg hij Andres Petrov, met 10-7. In de tweede ronde was Zhang Anda te sterk voor de jonge Moody, hij verloor met 3-10.
Moody startte met het spelen van snooker op 9-jarige leeftijd. Shaun Murphy is door de familie van Moody benaderd om als coach dan wel begeleider te fungeren voor Moody.